# Zwieback

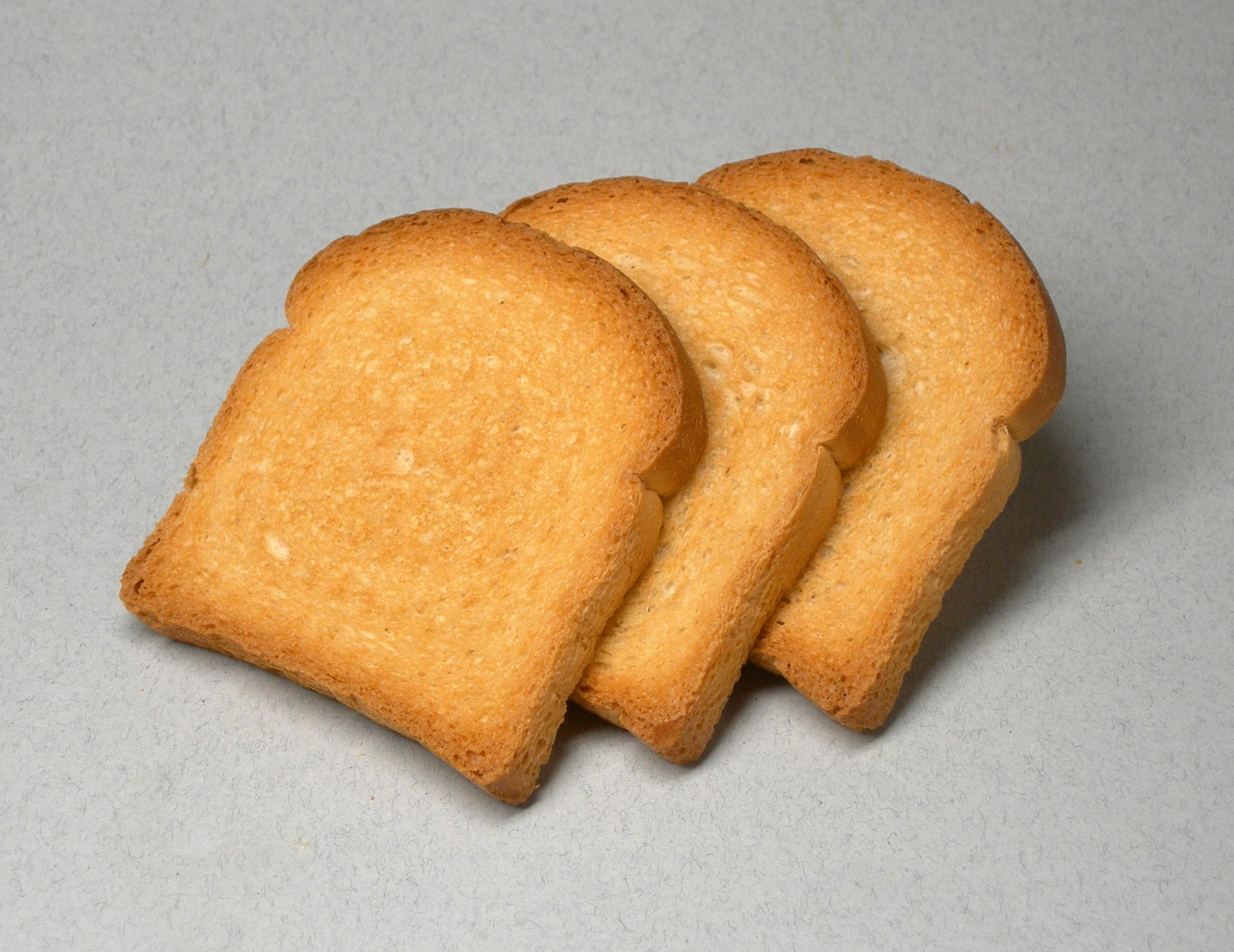
Zwieback

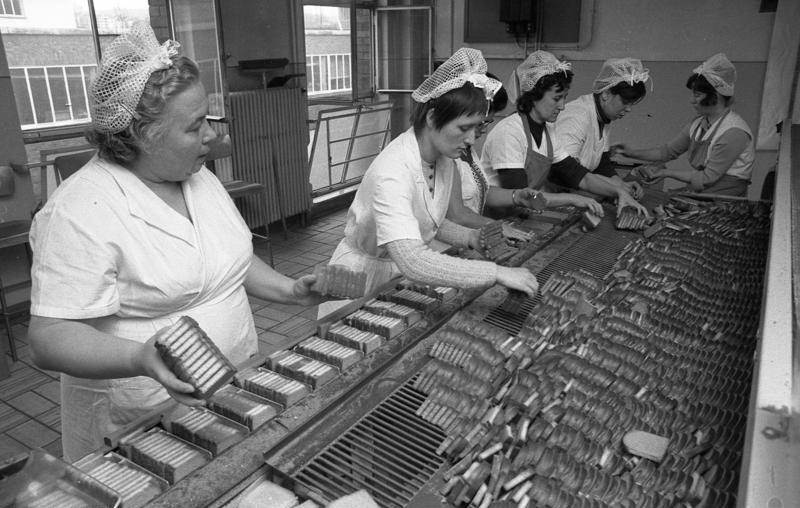
Arbeiterinnen am Fließband der Zwiebackfabrik Brandt (1972)

Zwieback (im 15. Jahrhundert lehnübersetzt aus dem Italienischen biscotto von Lateinisch bis coctus [panis  (zweimal gebackenes Brot)) ist ein brotähnliches Feingebäck, das zur Haltbarmachung in Scheiben geschnitten und geröstet wird, bis es trocken und mürbe ist.

## Geschichte
Ziel des zweistufigen Backverfahrens war ursprünglich, ein wasserarmes und damit lange haltbares Brot herzustellen, das sich zum Beispiel auf Reisen mitführen ließ, ohne zu verderben. Schon die Griechen der Antike kannten ein solches zweimal gebackenes Brot als dipyritai, die Römer nannten es panis frixus. Beide antike Zwiebackarten aus Gerstenmehl haben bis heute überlebt: in Griechenland, besonders in Kreta, als «paximadi» bzw. «dakos» und in Apulien als «frise d’orzo», welche auch als «pane dei crociati» (Brot der Kreuzfahrer) bezeichnet werden. Ab dem 15. Jahrhundert wurde das Gebäck wegen seiner langen Haltbarkeit als Feld-, Schiffs- oder Militärzwieback verwendet. Hans Talhoffers Fechtbuch Alte Armatur und Ringkunst von 1459 erwähnt hierzu in der Bildüberschrift der Seite: „Diß ist ain Brot das man haisset biß cott und ist zwouend gebacken brot.“
Erst später wurde der Zwieback geschmacklich verfeinert und so auch für den Hausgebrauch interessant. In alten Kochbüchern des 19. und 20. Jahrhunderts werden zahlreiche Rezeptvarianten beschrieben. Heute dient diese Form der Dauerbackwaren vor allem als Kindernahrung und als Schonkost bei Magen-Darm-Verstimmungen. Bei Verstopfungen sollte man es jedoch nicht essen.

## Herstellung
Zur Herstellung von Zwieback wird zunächst ein süßes, weißbrotähnliches Gebäck aus einem leichten Hefefeinteig gebacken, der so genannte Einback. Der Teig enthält kleberstarkes Weizenmehl (zum Beispiel Type 550), Milch, Butter oder Margarine, Zucker, Eier, Hefe und Salz, wobei gewöhnlicher Haushalts- und Kinderzwieback auf 100 Teile Mehl etwa 6 Teile Fett und 10 Teile Zucker enthält. Daneben sind auch andere Mehlarten wie Dinkelmehl oder Vollkornmehl (für Vollkorn-Zwieback) und andere Zusammensetzungen für besondere Zwiebacksorten möglich, siehe den Abschnitt „Varianten“.
Nach dem Backen wird der Einback in Scheiben geschnitten und bei schwacher Hitze im Ofen geröstet, wodurch er sich dunkler färbt, austrocknet und knusprig wird – das Ergebnis ist Zwieback. Wenn der Zwieback frisch verkauft werden soll, darf er eine relativ hohe Restfeuchtigkeit behalten und im Kern noch weich sein. Soll er dagegen zum lagerfähigen Dauergebäck werden, muss er im Ofen oder in der Trockenkammer noch weiter nachgetrocknet werden, um den Wassergehalt auf weniger als 10 % zu senken. Die Krume wird dadurch durchgehend rösch (kross). Vor dem Rösten kann man den Einback mit einer Auflage beispielsweise aus Makronenmasse bestreichen oder glasieren. Andere Überzüge (zum Beispiel mit Kuvertüre) erfolgen dagegen erst nach dem Rösten.
Zwieback ist grundsätzlich lange haltbar, aber anfällig dafür, Feuchtigkeit aufzunehmen und dadurch seine Rösche zu verlieren und leichter zu verderben. Außerdem besteht die Gefahr, dass der Fettanteil durch den Einfluss von Luft und Licht ranzig wird. Daher sollte die Verpackung für Zwieback undurchlässig für Wasserdampf, Luft und Licht sein.

## Varianten
Zwieback gab und gibt es in zahlreichen Sorten. Bekannt sind:
- Französischer Zwieback: Ein fett- und zuckerarmer, ohne Milch hergestellter Zwieback.[6]
- Nährzwieback: Eine heute weitgehend vom Markt verschwundene Bezeichnung für Zwieback, der besonders für die Ernährung von Kindern geeignet sein soll. Als einzige Variante des Zwiebacks formuliert das Deutsche Lebensmittelbuch für Nährzwieback besondere Anforderungen, und zwar auf 100 Teile Mehl mindestens 10 Teile Butter und 10 Teile Vollei oder die entsprechende Menge Eigelb (also 3 Teile), und als Zuguss ausschließlich Vollmilch bzw. vergleichbare Trockenmilch.[7]

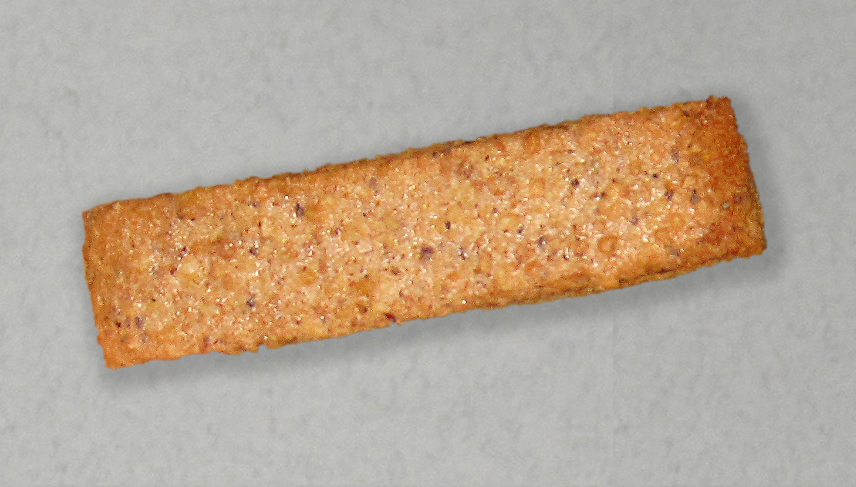
Die typische Längsform des Bergischen Zwiebacks

- Bergischer Zwieback (manchmal auch Bergischer Tafelzwieback genannt): Dieser hat eine Längsform, zudem ist er wahlweise mit Zuckerguss oder Kokosflocken belegt.

Weitere Varianten sind Butter-, Eier- oder Vollkornzwieback, für welche die allgemeinen Vorschriften des Deutschen Lebensmittelbuches für die Auslobung dieser Zutaten einschlägig sind.

## Hersteller
Deutscher Marktführer ist die Firma Brandt mit etwa 10 % Exportquote (Stand Anfang 2017). In der Oberlausitz ist die Zwiebackproduktion durchgängig seit 1696 in Neukirch nachweisbar.
Die führende österreichische Marke Feldbacher Zwieback geht zurück auf die 1901 in Feldbach, Steiermark von den Brüdern Josef und Ludwig Zach gegründete Erste Österreichische Dampfbäckerei mit dem ersten Dampfbackofen in der Oststeiermark. 1922 wird hier erstmals Feldbacher Zuckerzwieback produziert, ab 1932 auch Karlsbader Zuckerzwieback, ab 1935 auch der „berühmte Feldbacher Zwieback“. 1941/44 stieg die Produktion von Zwieback infolge von Heeresaufträgen.
Die Marke Feldbacher Zwieback wurde 1985 an den Snackfabrikanten Kelly verkauft, ging später an Bahlsen-Österreich und im März 2017 an Brandt.
In der Schweiz ist der führende Zwieback-Hersteller die Firma Roland Murten AG, die seit den 1980er Jahren auch Vollkornzwieback und Zwieback ohne Kristallzucker anbietet.